# Карін Герінг
Карін Акселіна Гільда Герінг (нім. Carin Axelina Hulda Göring; при народженні Фок (Fock), у першому шлюбі фон Канцов (von Kantzov); 21 жовтня 1888, Стокгольм, Швеція — 17 жовтня 1931, Стокгольм) — перша дружина Германа Герінга.

## Життєпис
Карін народилася 21 жовтня 1888 року у Стокгольмі. Її батько барон Карл Александр Фок — полковник, командир полку емігрував з родиною до Швеції з Вестфалії. Мати Карін — Хальдайн Фок (до шлюбу Біміш) походила з ірландської родини. Карін була четвертою дитиною у сім'ї з п'яти дітей. У неї було четверо сестер: Фанні, Мері, Ельза та Лілі. Мері була одружена з графом Еріком фон Роузеном, який був членом націонал-соціалістичної партії у Швеції. 
 В 1910 році Карін одружилася з шведським офіцером та графом Нільсом фон Канцовим. Їх єдиний син Томас фон Канцов народився в 1913 році.
В 1920 році, розлучившись з першим чоловіком, Карін зустріла Германа Герінга в замку Рокельстад, відвідуючи свою сестру Мері. На чотири роки молодший за неї, він працював у Швеції комерційним пілотом авіакомпанії Svensk Lufttrafik і був у замку, оскільки він перевіз туди графа Еріка фон Розена, чоловіка її сестри Мері. Герінг закохався в Карін і незабаром почав зустрічатися з нею в Стокгольмі. Це було скандально на той час, бо вона була розлученою жінкою з малою дитиною. Через кілька місяців Герінг приїхав з Карін до Мюнхена і представив її своїй матері. Його мати засуджувала стосунки з одруженою жінкою і вимагала від сина їх розірвання, хоча сама раніше знаходилася в любовному трикутнику.
 Стосунки Карін та Герінга не припинялись, і в грудні 1922 року вона розлучилася з чоловіком Нільсом фон Канцовом. Вже через місяць 3 січня 1923 року Карін пошлюбила Герінга. Її син Томас залишився у Швеції. Спочатку подружжя Герінгів проживало у Мюнхені. Карін увійшла до націонал-соціалістичної робочої партії. Після отримання Герінгом поранення під час «Пивного путчу», вона перевезла його до Австрії, а пізніше до Італії. Після того, як Герінгів оголосили в міжнарожний розшук, вони переїхали до Швеції. Лікування ран, які Герінг отримав під час путчу, зробило його залежним від морфіну. В Швеції за підтримки батька Карін він проходив лікування від наркотичної залежності.
 В 1928 році Герінг очолив виборчий список НСДАП. Карін повернулась з Швеції до Берліну і занурилась у світське життя з чоловіком. Уже тоді вона серйозно хворіла.
 Карін мала слабке здоров'я і тривалий час страждала від туберкульозу. Її мати померла 25 вересня 1931 року. Для неї це стало шоком і значно погіршило її здоров'я. Хоча її стан не дозволяв подоружувати, Карін все ж вирішила поїхати на похорон матері. Наступного дня у неї стався серцевий напад у Стокгольмі, який призвів до смерті. Її поховали у Швеції. Після нібито декількох актів вандалізму, які були скоєні на могилі Карін, Герінг перевіз її прах у мавзолей, що знаходився у його маєтку Карінхал.
 Після смерті Карін, старша сестра Фанні випустила мемуари про неї, що стали бестселером у Німеччині. 
 В 1945 році Герінг наказав знищити Карінхал разом з мавзолеєм, щоб уникнути його окупації Червоною армією. Решки Карін Герінг були перед цим перезахоронені у лісі. В 1991 році їх було знайдено, кремовано в Берліні та переправлено до Швеції для захоронення на їх початковому місці.